# Быччагдан
Быччагдан (якут.  ) — село в Верхневилюйском улусе Якутии России. Входит в состав Далырского наслега. Население — 62 чел. (2021), большинство жителей якуты .

## География
Село расположено на северо-западе региона, в пределах географической зоны таёжных лесов Вилюйского плато Среднесибирского плоскогорья, восточнее озера Улахан-Чинеки. Расстояние до улусного центра — села Верхневилюйск — 85 км, до центра наслега — села Далыр — 10 км..
климат
В населённом пункте, как и во всем районе, климат резко континентальный, с продолжительным зимним и коротким летним периодами. Максимальная амплитуда средних температур самого холодного месяца — января и самого теплого — июля составляет 80-97°С. Суммарная продолжительность периода со снежным покровом 6-7 месяцев в год. Среднегодовая температура составляет 11,1°С.

## История
Согласно Закону Республики Саха (Якутия) от 30 ноября 2004 года N 173-З N 353-III село вошло в образованное муниципальное образование Далырский наслег.

## Население
| 2002 | 2010 | 2021 |
| ---- | ---- | ---- |
| 101  | ↘95  | ↘62  |

Национальный состав
Согласно результатам переписи 2002 года, в национальной структуре населения якуты составляли 98 % от общей численности населения в 101 чел..

## Инфраструктура
Животноводство (мясо-молочное скотоводство, мясное табунное коневодство)
В селе — учреждения здравоохранения и торговли.

## Транспорт
Просёлочная дорога на село Сайылык.